# Čigusa Maru
Čigusa Maru (千種丸) byla japonská eskortní letadlová loď třídy Jamašio Maru. Její sesterskou lodí byla Jamašio Maru.
Kvůli nedostatku letadlových lodí ke konci druhé světové války sáhla japonská císařská armáda k přestavbě pomocných lodí na lodě letadlové. Takový byl i osud Čigusa Maru, která byla přestavěna z cisternové lodě typu 2TL. Její hlavní rolí měla být protiletadlová a protiponorková ochrana konvojů, proto byla vyzbrojena mimo 8 letadel i 120 hlubinnými pumami.
Stavba začala 14. září 1944, spuštěna na vodu pak byla 29. prosince 1944. Do konce druhé světové války však nebyla zařazena do služby. Po válce byla přestavěna zpátky na tanker.